# Start All Over
«Start All Over» — четвёртый сингл американской актрисы и певицы Майли Сайрус с её дебютного альбома «Meet Miley Cyrus».
Песня получила низкую коммерческую результаты для Майли Сайрус в нескольких странах, по сравнению с теми её предыдущего сингла с Meet Miley Cyrus «See You Again». К таким странам относятся Австралия, Канада, и Соединенные Штаты. Песня достигла самого высокого международного пика в австралийском диаграмму, под номером 41. Видео в «Start All Over» был впервые показан на Disney Channel, который получил премию MuchMusic Видео номинации.

## Описание
Данная композиция стала четвёртым синглом из дебютного альбома Майли Сайрус. В Канаде песню выпустили до выхода «See You Again» на радиостанциях. Данный сингл был выпущен в Бразилии и Новой Зеландии только в виде музыкального клипа. В качестве рекламы Майли исполнила данный трек на Новогоднем вечере «Канун Нового Года с Диком Кларком» 31 декабря 2007 года.
В Америке данная песня попала в хит-парад «Billboard Hot 100» на 68-ю позицию, в хит-парад «100 песен в стиле поп» на 57-е место, а также на 50-е место в хит-параде по цифровым скачиваниям.

## Список композиций
- CD Single

1. "Start All Over" (Album Version) – 3:27
2. "Start All Over" (Instrumental) – 3:27

## Чарты
| Чарты (2008)                        | Пиковая позиция |
| ----------------------------------- | --------------- |
| Австралия (ARIA)                    | 41              |
| Канада (Billboard Canadian Hot 100) | 91              |
| США (Billboard Hot 100)             | 68              |

## Факты
1. Самая высокая позиция в хит-параде «Billboard 200»: 50-е место;